# Лісберн-Колвілл
Лісберн-Колвілл (англ. Lisburne-Colville) — найбільший вугільний басейн Аляски.
Запаси 108 млрд т, 60 вугільних пластів потужністю 0,35…2,7 м у групі «Нанущук» та п'ять пластів потужністю 0,9…4,8 м у групі «Колвілл». Розробляється для місцевих потреб.